# Wędziagoła
Wędziagoła (lit. Vandžiogala, ros. Вендзягола, żmudz. Vandiuogala) – miasteczko na Litwie, w okręgu kowieńskim, w rejonie kowieńskim. W 2001 roku liczyło 946 mieszkańców.
W 1384 roku Witold wspólnie z komturem krzyżackim z Ragnety stoczyli tu zwycięską bitwę przeciw Skirgielle.
Do II wojny światowej większość stanowili Polacy (90%). Jednak długotrwała lituanizacja poprzez agresywną propagandę antypolską oraz presję administracyjną (reforma rolna, zwalnianie z pracy), a nawet pobicia w międzywojniu, zmianę nazwisk (wystarczy spojrzeć na wędziagolską książkę telefoniczną), przymusowe wysiedlenia i zsyłki w tym szczególnie elity intelektualnej, wreszcie brak polskich szkół od II wojny światowej, spowodowało depolonizację całej Kowieńszczyzny. Polacy w miasteczku są jednak nadal na tyle liczni, że w miejscowym kościele jako jedynym na Laudzie, poza Kownem, msza jest odprawiana również w języku polskim. Działa tutaj również zrzeszający Polaków Kowieńskich oddział Związku Polaków na Litwie. Warto również przypomnieć, że Wędziagoła była nazywana „stolicą polską na Litwie”.
W miasteczku znajduje się kościół pw. św. Trójcy z 1664 roku, przebudowany w 1885 roku.
Podczas okupacji hitlerowskiej, 8 lipca 1941 roku Litwini utworzyli getto dla żydowskich mieszkańców. Przebywało w nim około 400 osób. 23 sierpnia 1941 roku zlikwidowano getto, a Żydów wywieziono do getta w Bobtach, a następnie zamordowano.

## Linki zewnętrzne

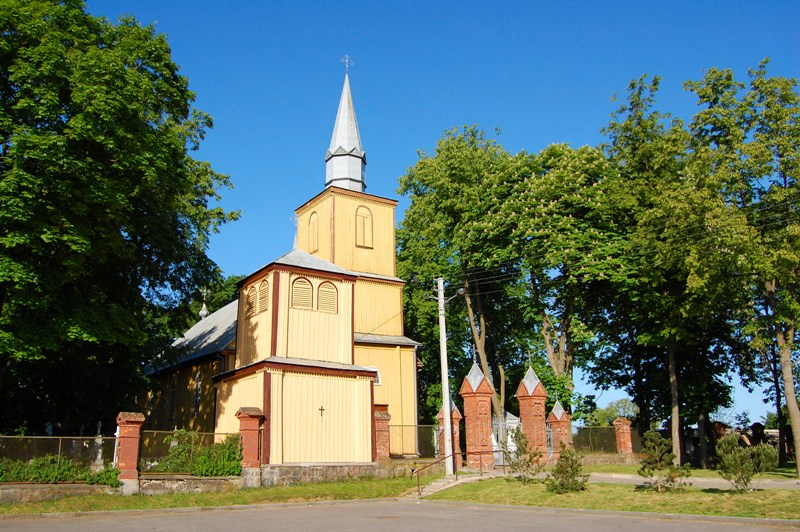
Kościół katolicki pw. św. Trójcy
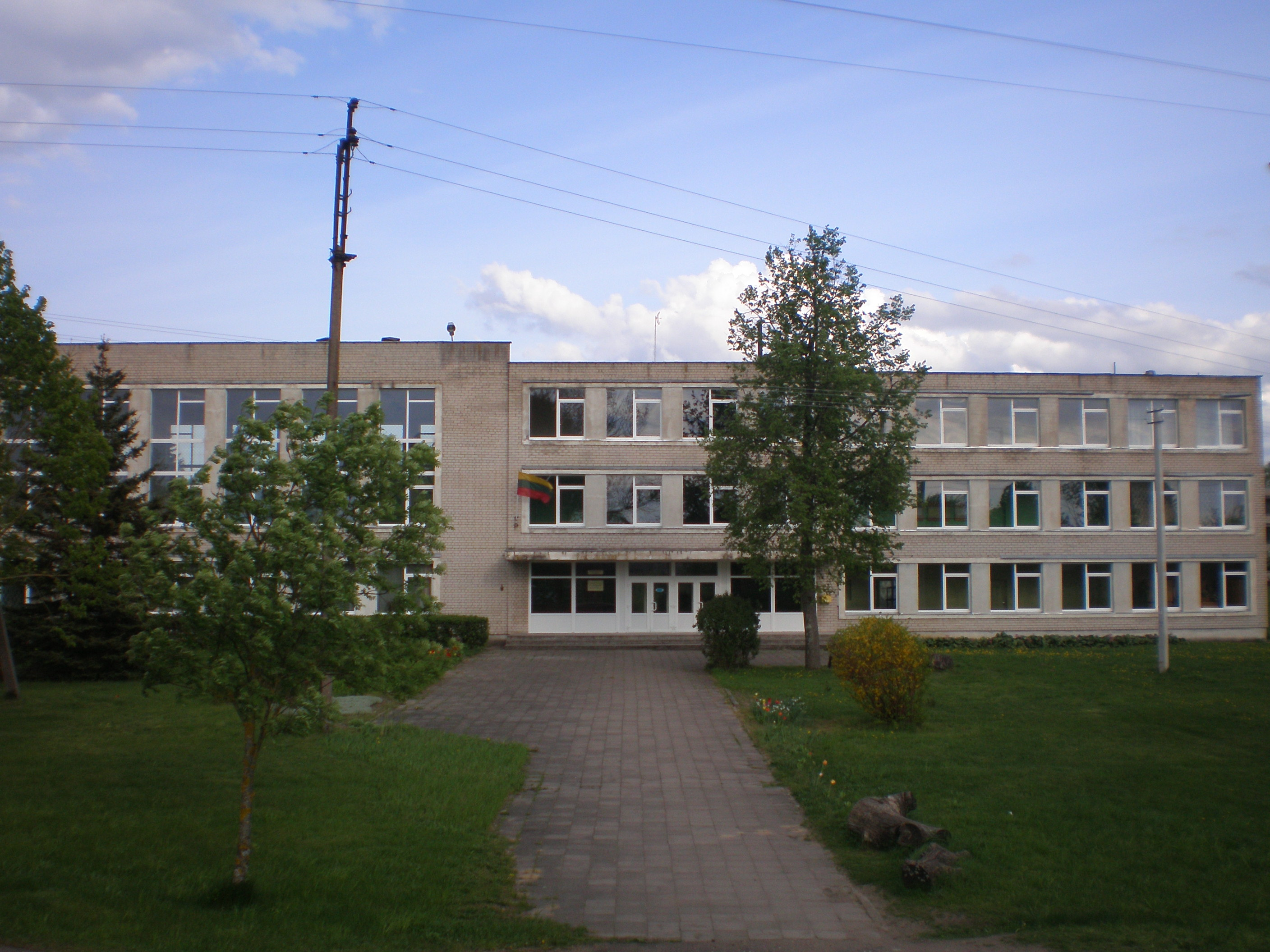
Szkoła średnia
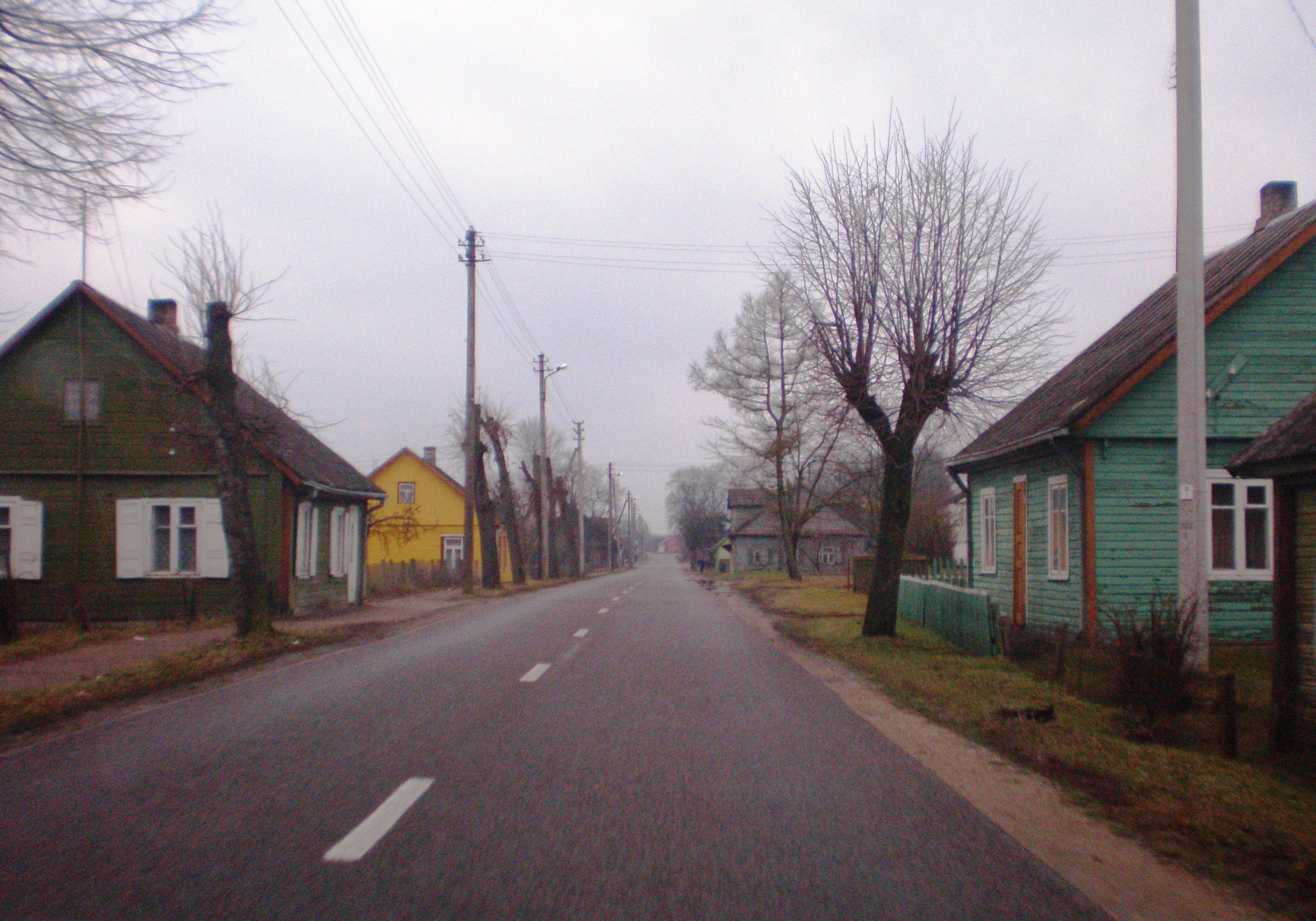
Ulica miasteczka